# سباه (إيوان)
سباه (بالفارسية: سپاه) هي قرية تقع في قسم كلان الريفي (مقاطعة إيوان) في إيران.